# Buddhadasa

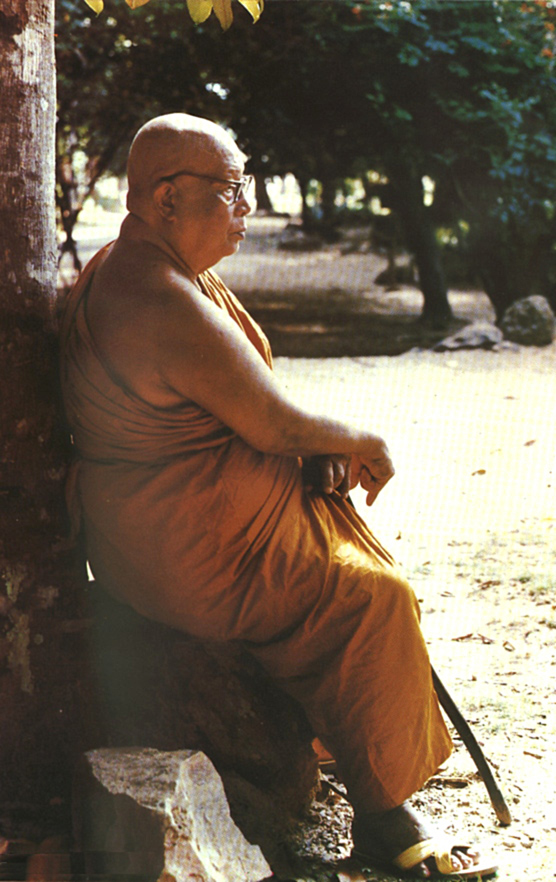
Buddhadasa Bhikkhu

Buddhadasa Bhikkhu (27 mei 1906 - 25 mei 1993) , ook Ajahn Buddhadasa genoemd, was een invloedrijke boeddhistische monnik van de  Theravada-stroming. Hij werd bekend als vertaler en hervormer van het boeddhisme in Thailand en inspireerde Pridi Phanomyong, de leider van de revolutie in 1932, en vele strijders voor sociale hervormingen.
Ajahn Buddhadasa streefde naar een terugkeer naar een oorspronkelijke zuivere vorm van boeddhisme, niet alleen omdat hij het boeddhisme te sterk geritualiseerd vond, maar ook als tegenkracht tegen het westerse imperialisme. Hij baseerde zich hierbij op eigen studies van het Pali-canon.
Evenals andere monniken uit de tudong-stroming, de in het woud en in principe ambulant levenden, streefde Buddhadasa bhikku er naar om het boeddhisme toegankelijk te maken voor een lekenpubliek, in plaats van de traditionele beperking van de boeddhistische oefening tot monniken.

## Biografie
Hij werd in 1906 geboren als Nguam Panid in Phumriang in het zuiden van Thailand. Hij werd in 1926 bhikkhu (monnik) en ging naar Bangkok om te studeren. Hij vond de wats (tempels) daar echter vies, druk en - wat hij het grootste probleem vond - corrupt. Hij keerde daarom terug naar zijn geboortestreek en nam intrek in een verlaten tempel. Daar praktiseerde hij een simpele versie van het boeddhisme door goede dingen te doen, slechte dingen af te leren en zijn geest te reinigen. Hij probeerde rituelen en machtsstrijd te vermijden, want dat was volgens hem het grootste probleem binnen het Thais boeddhisme. Omdat hij de Dhamma op een eenvoudige manier kon communiceren, werd hij al snel populair onder de bevolking.
Buddhadasa stichtte in 1932 Wat Suan Mokkh ("De tuin van bevrijding"), een dhamma-centrum en klooster in het bos gelegen vlak bij Chaiya, om vipassana of inzichtsmeditatie te beoefenen. Het was destijds een van de weinige centra in Thailand waar vipassana-meditatie werd onderwezen. Buddhadasa richtte zich voornamelijk op anapanasati (ademmeditatie) en baseerde zich op de Sutta Pitaka en zijn persoonlijke ondervindingen. Later werden zijn lessen populair onder buitenlandse studenten en begon hij ook gesprekken aan te gaan met andere geestelijke leiders uit onder andere het christendom. Zijn doel was om aan te tonen dat alle religies in essentie hetzelfde doel nastreven. Kort voor zijn dood in 1993 stichtte hij het "International Dhamma Hermitage Center" wat ten doel had meditatiecursussen voor buitenlanders te organiseren.